# (14349) Никитамихалков
(14349) Никитамихалков (лат. Nikitamikhalkov) — это типичный астероид главного пояса, который был открыт 22 октября 1985 года советским астрономом Людмилой Журавлёвой в Крымской обсерватории и назван в честь кинорежиссёра Никиты Михалкова.

Орбита астероида Никитамихалков и его положение в Солнечной системе